# الدوري البرازيلي الدرجة الثانية 2002
الدوري البرازيلي الدرجة الثانية 2002 هو موسم من الدوري البرازيلي الدرجة الثانية. أشرف على تنظيمه اتحاد البرازيل لكرة القدم، وكان عدد الأندية المشاركة فيه 26، وفاز فيه نادي كريسيوما.